# Fazul Abdullah Mohammed
Fazul Abdullah Mohammed (en arabe : فاضل عبدالله محمد), né le 25 août 1972, le 25 février 1974 ou le 25 décembre 1974 à Moroni, aux Comores – mort le 8 juin 2011 à Mogadiscio, en Somalie, est un islamiste membre d’Al-Shabbaab ayant fait allégeance à Al-Qaïda. Il était considéré comme l'un des principaux acteurs des attentats des ambassades américaines en Afrique le 7 mai 1998 à Nairobi, au Kenya, et à Dar es Salaam, en Tanzanie et comme le chef d'Al-Qaïda dans la corne de l'Afrique depuis 2009. Le FBI l’avait placé sur sa liste des terroristes les plus recherchés (Most Wanted Terrorists) et offrait une prime de 5 millions de dollars pour sa capture. Il avait la double nationalité comorienne et kényane.

## Biographie
Il naît au cours des années 1970 et aurait combattu en Afghanistan vers 1990 où il aurait approché des responsables de la nébuleuse terroriste Al-Qaïda. Selon les données de son passeport, obtenu par The Combating Terrorism Center de New York, il aurait effectué plusieurs déplacements à travers le monde, dont à l'Île Maurice en 1990, au Kenya en 1993, en Tanzanie en 1994 et 1995, au Soudan et au Yémen. Le document fait par ailleurs état d'un court séjour au Pakistan de 1991 à 1992.
Il est impliqué dans les attaques-suicide perpétrées contre les ambassades américaines de Nairobi en mai 1998, ayant causé la mort de 212 personnes et celle de Dar es Salaam (Tanzanie), ayant causé 11 décès, avec la complicité du Kényan Saleh Ali Saleh Nabhan et du Soudanais Abou Taha al-Soudani, expert en explosifs.
Polyglotte, il parlait l'anglais, le français, l'arabe, le comorien et le swahili et avait été surnommé « le Caméléon » en raison de sa faculté à changer fréquemment d'identité. Il utilisait notamment une douzaine de pseudonymes.
En 2002, il est arrêté au Kenya, mais réussit à se libérer. Peu après, il avait été un des organisateurs du double attentat anti-israélien de l'aéroport de Mombasa contre un Boeing 757 de la compagnie israélienne Arkia. Les deux missiles Sam 7 acheminés depuis la Somalie avaient cependant manqué leur cible grâce à l'utilisation de leurres. Parallèlement, une Mitsubishi Pajero avait forcé l'entrée d'un hôtel fréquenté par des Israéliens sur la côte et explosé devant la réception : trois Israéliens et douze employés kényans avaient trouvé la mort.
En 2007, il est considéré comme mort  après une attaque aérienne américaine opérée au sud de la Somalie, mais l'annonce de son décès est finalement démentie. En 2008, il échappe de justesse à une tentative d'arrestation de la police kényane dans la localité de Mandali.
En novembre 2009, il est désigné par Oussama ben Laden comme leader d'Al-Qaïda dans la Corne de l'Afrique à la suite du décès de Saleh Ali Saleh Nabhan.

## Décès
Le 8 juillet 2011, Fazul Abdullah Mohammed est tué avec un autre islamiste lors d'un accrochage avec la police somalienne survenu à un barrage routier dans la périphérie nord de Mogadiscio. Selon les services de sécurité du gouvernement somalien, les deux hommes circulaient à bord d'un pick-up en vue de rejoindre les lignes d'Al-Shabaab. À la suite d'une erreur d'orientation, ils arrivent de façon fortuite devant un barrage du gouvernement fédéral de transition somalien. Cernés, les deux hommes ouvrent le feu sur les forces de l'ordre qui ripostent. Mortellement touché à la poitrine, Fazul Abdullah Mohammed meurt sans que les autorités ne soupçonnent son identité, laquelle n'est révélée qu'après des analyses ADN. Il détenait un passeport sud-africain établi au nom de Daniel Robinson.
En septembre 2013, à la suite de l'attaque du centre commercial Westgate Mall à Nairobi, perpétrée par un commando de militants d'Al-Shabaab, un document officiel du groupe est mis en ligne par le journal canadien The Toronto Star, indiquant que celui-ci était stocké sur une clé USB trouvée dans la voiture de Fazul Abdullah Mohammed. Rédigé en anglais, le texte révèle qu'une opération terroriste était envisagée à Londres, en répétant le mode opératoire des auteurs des attaques de Bombay en 2008. Toutefois, rien n'indique que Fazul soit l'auteur du texte.